# Saulius Šaltenis
Saulius Šaltenis (ur. 24 grudnia 1945 w Ucianie) – litewski dramaturg, pisarz, publicysta i polityk, poseł na Sejm Republiki Litewskiej, minister kultury w latach 1996–1999.

## Życiorys
Po ukończeniu szkoły średniej kształcił się na Uniwersytecie Wileńskim. Musiał przerwać studia z uwagi na powołanie do Armii Czerwonej, w której służył przez trzy lata. Pracował później w dziale scenariuszy studia filmowego Lietuvos kino studija. W 1989 współtworzył wraz z m.in. Sauliusem Stomą pismo „Šiaurės Atėnai”, w którym pełnił funkcję redaktora. Od 1994 do 1996 był redaktorem naczelnym gazety „Lietuvos aidas”.
Jest autorem m.in. zbiorów nowel i opowiadań, a także scenariuszy filmowych i telewizyjnych. Członek litewskich organizacji zrzeszających pisarzy i filmowców.
Pod koniec lat 80. działacz ruchu niepodległościowego Sąjūdis i członek powołanego przez niego Sejmu. W 1990 wybrano go do Rady Najwyższej Litewskiej SRR. 11 marca 1990 złożył swój podpis pod Aktem Przywrócenia Państwa Litewskiego. W 1992 ponownie uzyskał mandat deputowanego. Dołączył do Związku Ojczyzny, z ramienia którego w latach 1996–2000 zasiadał w Sejmie kolejnej kadencji. Od grudnia 1996 do czerwca 1999 sprawował urząd ministra kultury w drugim rządzie Gediminasa Vagnoriusa. W 2000 dołączył do sejmowejfrakcji Umiarkowanego Związku Konserwatywnego.